# Corey Sevier

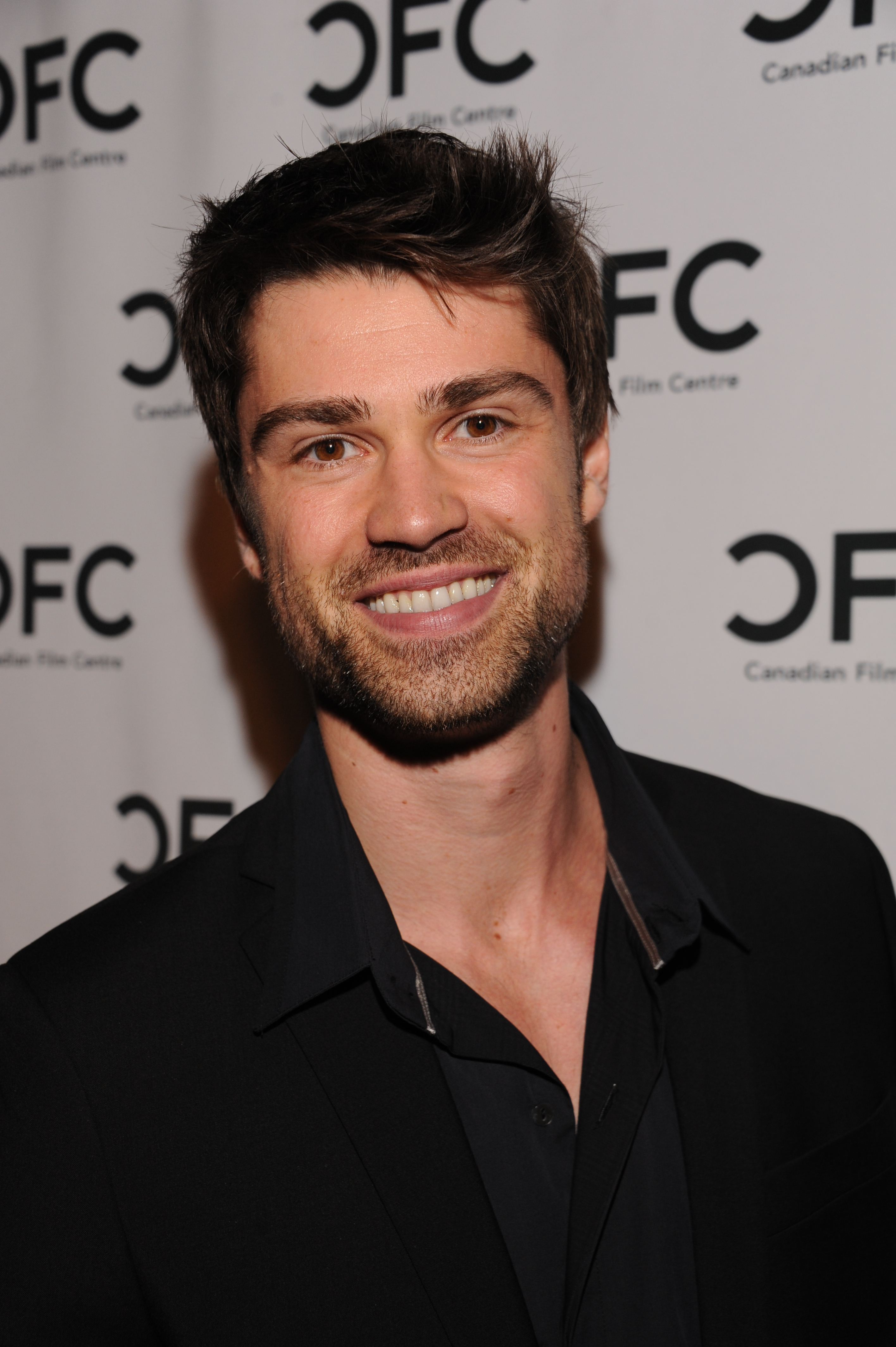
Corey Sevier (2012)

Corey Daniel Sevier (* 3. Juli 1984 in Ajax, Ontario) ist ein kanadischer Schauspieler und Synchronsprecher.

## Karriere
Sevier wurde als Sohn von Lynda und Bruce Sevier in Ajax in Ontario geboren. Er hat einen jüngeren Bruder namens Kyle.
Seine erste Rolle war die anspruchsvolle, historische Darstellung des Joseph P. Kennedy juniors in J.F.K.: Reckless Youth. In den 1990er Jahren war er in Serien wie Family Pictures, Summer of the Monkeys und Little Men zu sehen. Als Kinderdarsteller machte er sich in der Fernsehserie Lassie Ende der 90er Jahre einen Namen. Von 1995 bis 1998 war er in der Verfilmung der Kinderbuchreihe Gänsehaut zu sehen. 2004 war er in And Then There was One und Decoys Teil des Ensembles, sowie 2007 im Nachfolger Decoys 2: Alien Seduction. 2004 spielte er eine Hauptrolle in der Serie North Shore. 2010 spielte er an der Seite von Hollywood-Größe Sean Bean im Post-apokalyptischen Film Lost Future – Kampf um die Zukunft. Weitere Filme mit Beteiligung Seviers waren The Best Years: Auf eigenen Füßen, Age of the Dragons und Krieg der Götter. 2015 war er in der Fernsehserie Mistresses zu sehen. Weitere Auftritte folgten.
Im Videospiel Mega Man Legends leiht er Mega Man seine Stimme.
Sevier spricht fließend Englisch und Französisch.

## Filmografie
- 1993: Szenen einer Familie (Family Pictures) (Mini-Serie, 2 Episoden)
- 1993: John F. Kennedy – Wilde Jugend (J.F.K.: Reckless Youth) (Mini-Serie, 2 Episoden)
- 1994: Ich laß' dich nicht allein (And Then There Was One) (Fernsehfilm)
- 1994: Bombenalarm in der Schule (To Save the Children)
- 1995: Tommy Boy – Durch dick und dünn (Tommy Boy)
- 1995: Memory Run
- 1995: The Silence of Adultery (Fernsehfilm)
- 1995: Mrs. Munck
- 1996: Side Effects – Nebenwirkungen (Side Effects) (Fernsehserie, Episode 2x13)
- 1996: Warnung aus dem Jenseits (The Haunting of Lisa) (Fernsehfilm)
- 1996: Critical Choices – Die Entscheidung (Critical Choices)
- 1996–1998: Die Stunde der Geister (Goosebumps) (Fernsehserie, 4 Episoden)
- 1997–1999: Lassie (Fernsehserie, 51 Episoden)
- 1998: Jay und die Affenbande (Summer of the Monkeys)
- 1998–1999: Little Men (Fernsehserie, 26 Episoden)
- 1999: Partners (Fernsehserie, Episode 1x04)
- 2000: Real Kids, Real Adventures (Fernsehserie, Episode 3x06)
- 2000: Zweimal im Leben (Twice in a Lifetime) (Fernsehserie, Episode 2x13)
- 2001: Synapse (Kurzfilm)
- 2002: Caitlin's Way (Fernsehserie, Episode 3x03)
- 2002: Edge of Madness
- 2002: Zwischen Fremden (Between Strangers)
- 2002–2003: 2030 CE (Fernsehserie, 17 Episoden)
- 2003: Student Seduction (Fernsehfilm)
- 2003: Detention – Die Lektion heißt Überleben! (Detention)
- 2003: Black Sash (Fernsehserie, 8 Episoden)
- 2003–2004: Wild Card (Fernsehserie, 10 Episoden)
- 2004: Todes-Date (Decoys)
- 2004–2005: North Shore (Fernsehserie, 21 Episoden)
- 2005: CSI: Miami (Fernsehserie, Episode 4x02)
- 2005: Der Ehrenkodex (Code Breakers) (Fernsehfilm)
- 2006: Gospel of Deceit
- 2006: Aquaman (Kurzfilm)
- 2006: Surf School
- 2007: The Dresden Files (Fernsehserie, Episode 1x04)
- 2007: Todes-Date 2 (Decoys 2: Alien Seduction)
- 2007: Metamorphosis
- 2007: Instant Star (Fernsehserie, 2 Episoden)
- 2007: House of Fears
- 2007: In deiner Haut (Si j’étais toi)
- 2007: A Broken Life
- 2008: Heartland – Paradies für Pferde (Heartland) (Fernsehserie, Episode 1x08)
- 2008: Smallville (Fernsehserie, Episode 7x12)
- 2008: Murdoch Mysteries (Fernsehserie, Episode 1x08)
- 2008: Psych (Fernsehserie, Episode 2x15)
- 2008–2009: The Best Years: Auf eigenen Füßen (The Best Years) (Fernsehserie, 3 Episoden)
- 2009: American Primitive
- 2009: The Jazzman
- 2010: A Flesh Offering
- 2010: Lost Future – Kampf um die Zukunft (The Lost Future) (Fernsehfilm)
- 2011: Age of the Dragons
- 2011: 5th & Alameda
- 2011: Dead Dreams
- 2011: Krieg der Götter (Immortals)
- 2011: Conduct Unbecoming
- 2012: Psych (Fernsehserie, Episode 6x12)
- 2012: Awaken
- 2012: Osombie
- 2012: The Listener – Hellhörig (The Listener) (Fernsehserie, Episode 3x09)
- 2012: A Star for Christmas (Fernsehfilm)
- 2012: Apartment 1303
- 2012: Path of Souls
- 2013–2014: Cedar Cove – Das Gesetz des Herzens (Cedar Cove) (Fernsehserie, 14 Episoden)
- 2014: Supernatural (Fernsehserie, Episode 9x13)
- 2014: Motive (Fernsehserie, Episode 2x06)
- 2014: Pride of Lions
- 2014: Stolen from the Womb (Fernsehfilm)
- 2014: The Tree That Saved Christmas (Fernsehfilm)
- 2015: Shadows (Kurzfilm)
- 2015: Win, Lose or Love (Fernsehfilm)
- 2015: Mistresses (Fernsehserie, 5 Episoden)
- 2015: Demon Gate (Kurzfilm)
- 2016: Sadie and Emmie (Fernsehserie, Episode 2x09)
- 2016: Northlander: Der Krieg der Clans (The Northlander)
- 2016: Mr. Write (Fernsehfilm)
- 2016: Haley (Kurzfilm)
- 2017: The Art of Us (Fernsehfilm)
- 2017: The Wrong Bed: Naked Pursuit (Fernsehfilm)
- 2017: Messiah Complex (Fernsehserie)
- 2017: Vier Weihnachten und eine Hochzeit (Four Christmases and a Wedding)
- 2018: Im Norden strahlt der Weihnachtsstern (Northern Lights of Christmas) (Fernsehfilm)
- 2019: Grounded for Christmas (Fernsehfilm)
- 2019: Matchmaker Christmas (Fernsehfilm)
- 2020: Her Deadly Reflections
- 2020: The Corruption of Divine Providence
- 2020: Heart of the Holidays (Fernsehfilm)
- 2021: Private Eyes (Fernsehserie, 1 Episode)
- 2021: Love in Translation – Die Liebe spricht viele Sprachen (Love in Translation) (Fernsehfilm)
- 2021: Moonshine (Fernsehserie)
- 2021: It Takes a Christmas Village (Fernsehfilm)
- 2021: The Secret Sauce – Mit Liebe gewürzt (The Secret Sauce) (Fernsehfilm)
- 2021: Dark Christmas (Fernsehfilm)
- 2022: Meet Me in New York (Fernsehfilm)
- 2022: Road Trip Romance (Fernsehfilm)
- 2022: Lemonade Stand Romance (Fernsehfilm)
- 2022: Kürbis-Chaos in der Heimat (Pumpkin Everything) (Fernsehfilm)
- 2022: Ein Traummann zu Weihnachten (Christmas Plus One) (Fernsehfilm)
- 2022: Noel Next Door (Fernsehfilm)
- 2022: Christmas on Mistletoe Lake (Fernsehfilm)
- 2023: Die Liebe spricht viele Sprachen (The Dog Lover's Guide to Dating) (Fernsehfilm)
- 2023: Key to Love
- 2023: Take Me Back for Christmas (Fernsehfilm)
- 2023: Everything Christmas (Fernsehfilm)

## Synchronsprecher
- 1997: Rokkuman DASH (Videospiel)
- 2016: Bill's Birthday Bash (Kurzfilm)